# Benjamin Foster
Benjamin Anthony Foster, detto Ben (Leamington Spa, 3 aprile 1983), è un ex calciatore inglese, di ruolo portiere.

## Carriera

### Club
Iniziò a giocare nel Racing Club Warwick nel 2000. La stagione successiva venne acquistato dallo Stoke City.
Dopo una stagione senza scendere in campo, dal 2002 al 2005 fu mandato in prestito nell'ordine a Bristol City, Tiverton Town, al termine del quale nel giugno 2003 si ruppe il legamento del crociato anteriore del ginocchio fermandosi per sei mesi, Stafford Rangers, Kidderminster e, infine, al Wrexham.
Durante il prestito in Galles, durante un incrontro di Football League Trophy, venne notato da Alex Ferguson, padre del suo allora compagno di squadra Darren Ferguson, che due anni dopo lo fece acquistare dal Manchester Utd, pagando un milione di sterline.
Nel giugno del 2007 venne però operato ai legamenti del crociato del ginocchio destro, così tornò ad allenarsi solamente a fine anno rimandando il suo esordio con i Red Devils al 15 marzo 2008 in occasione della sfida con il Derby County.
Il 1º marzo 2009, a Wembley durante i rigori contro il Tottenham, fu decisivo per il passaggio di turno di Carling Cup parando il tiro di Jamie O'Hara e vinse il premio di miglior giocatore della partita.
Nell'ottobre successivo esordì in Champions League.
Nell'estate 2010 passò al Birmingham City con cui, il 27 febbraio 2011, vinse la sua terza Coppa di Lega consecutiva dopo le due con lo United, risultando ancora una volta decisivo e venendo nominato Man of the Match per la seconda volta in tre anni.
Il 30 luglio 2011 venne acquistato dal West Bromwich.
Il 5 luglio 2018 firmò un quadriennale per il Watford, dove rimase fino al termine della stagione 2021-2022. Il 15 settembre 2022 annunciò il ritiro dal calcio giocato.
Il 25 marzo 2023 decise di tornare a giocare firmando per il Wrexham, tornando a militare nel club gallese dopo diciotto anni. Giocò 8 partite per poi annunciare il suo secondo ritiro dal calcio.

### Nazionale
Conta otto presenze nella nazionale inglese, con la quale ha partecipato alla Campionato mondiale di calcio 2014, disputando la partita contro la Costa Rica

## Statistiche

### Presenze e reti nei club
| Stagione              | Squadra                | Campionato            | Campionato | Campionato | Coppe nazionali | Coppe nazionali | Coppe nazionali | Coppe continentali | Coppe continentali | Coppe continentali | Altre coppe | Altre coppe | Altre coppe | Totale | Totale |
| Stagione              | Squadra                | Comp                  | Pres       | Reti       | Comp            | Pres            | Reti            | Comp               | Pres               | Reti               | Comp        | Pres        | Reti        | Pres   | Reti   |
| --------------------- | ---------------------- | --------------------- | ---------- | ---------- | --------------- | --------------- | --------------- | ------------------ | ------------------ | ------------------ | ----------- | ----------- | ----------- | ------ | ------ |
| 2000-2001             | Racing Club Warwick    | SFL                   | 18         | -?         |                 | -               | -               | -                  | -                  | -                  | -           | -           | -           | 18     | -?     |
| 2001-2002             | Stoke City             | SD                    | 0          | 0          |                 | -               | -               | -                  | -                  | -                  | -           | -           | -           | 0      | 0      |
| 2002-gen. 2003        | Bristol City           | SD                    | 0          | 0          |                 | -               | -               | -                  | -                  | -                  | -           | -           | -           | 0      | 0      |
| gen.-giu. 2003        | Tiverton Town          | SFL                   | 16         | -?         |                 | -               | -               | -                  | -                  | -                  | -           | -           | -           | 16     | -?     |
| 2003-2004             | Stafford Rangers       | SFL                   | 1          | -?         |                 | -               | -               | -                  | -                  | -                  | -           | -           | -           | 1      | -?     |
| 2004-gen. 2005        | Kidderminster Harriers | FT                    | 2          | -?         |                 | -               | -               | -                  | -                  | -                  | -           | -           | -           | 2      | -?     |
| gen.-mag. 2005        | Wrexham                | FL1                   | 17         | -?         |                 | -               | -               | -                  | -                  | -                  | EFL+FAW     | 4+2         | -? + -?     | 23     | -?     |
| 2005-2006             | Watford                | FLC                   | 44+3       | -50 + -0   | FACup+CdL       | 1+0             | -3 + 0          | -                  | -                  | -                  | -           | -           | -           | 48     | -53    |
| 2006-2007             | Watford                | PL                    | 29         | -44        | FACup+CdL       | 3+1             | -1 + -1         | -                  | -                  | -                  | -           | -           | -           | 33     | -46    |
| 2007-2008             | Manchester Utd         | PL                    | 1          | 0          | FACup+CdL       | 0+0             | -0              | UCL                | 0                  | -0                 | CS          | 0           | -0          | 1      | -0     |
| 2008-2009             | Manchester Utd         | PL                    | 2          | -1         | FACup+CdL       | 3+3             | -2 + -5         | UCL                | 1                  | -1                 | CS+SU+CmC   | 0+0+0       | -0          | 9      | -9     |
| 2009-2010             | Manchester Utd         | PL                    | 9          | -8         | FACup+CdL       | 0+1             | -0              | UCL                | 2                  | -1                 | CS          | 1           | -2          | 13     | -11    |
| Totale Manchester Utd | Totale Manchester Utd  | Totale Manchester Utd | 12         | -9         |                 | 7               | -7              |                    | 3                  | -2                 |             | 1           | -2          | 23     | -20    |
| 2010-2011             | Birmingham City        | PL                    | 38         | -55        | FACup+CdL       | 1+4             | -3 + -5         | -                  | -                  | -                  | -           | -           | -           | 43     | -63    |
| 2011-2012             | West Bromwich          | PL                    | 37         | -49        | FACup+CdL       | 2+0             | -4              | -                  | -                  | -                  | -           | -           | -           | 39     | -53    |
| 2012-2013             | West Bromwich          | PL                    | 30         | -46        | FACup+CdL       | 0+1             | -2              | -                  | -                  | -                  | -           | -           | -           | 31     | -48    |
| 2013-2014             | West Bromwich          | PL                    | 24         | -38        | FACup+CdL       | 1+0             | -2              | -                  | -                  | -                  | -           | -           | -           | 25     | -40    |
| 2014-2015             | West Bromwich          | PL                    | 28         | -34        | FACup+CdL       | 2+0             | -0              | -                  | -                  | -                  | -           | -           | -           | 30     | -34    |
| 2015-2016             | West Bromwich          | PL                    | 15         | -17        | FACup+CdL       | 4+0             | -6              | -                  | -                  | -                  | -           | -           | -           | 19     | -23    |
| 2016-2017             | West Bromwich          | PL                    | 38         | -51        | FACup+CdL       | 0+0             | -0              | -                  | -                  | -                  | -           | -           | -           | 38     | -51    |
| 2017-2018             | West Bromwich          | PL                    | 37         | -55        | FACup+CdL       | 3+1             | -4 + -2         | -                  | -                  | -                  | -           | -           | -           | 41     | -61    |
| Totale West Bromwich  | Totale West Bromwich   | Totale West Bromwich  | 209        | -290       |                 | 14              | -20             |                    | -                  | -                  |             | -           | -           | 223    | -310   |
| 2018-2019             | Watford                | PL                    | 38         | -59        | FACup+CdL       | 0+0             | -0              | -                  | -                  | -                  | -           | -           | -           | 38     | -59    |
| 2019-2020             | Watford                | PL                    | 38         | -64        | FACup+CdL       | 0+0             | -0              | -                  | -                  | -                  | -           | -           | -           | 38     | -64    |
| 2020-2021             | Watford                | FLC                   | 23         | -17        | FACup+CdL       | 0+0             | -0              | -                  | -                  | -                  | -           | -           | -           | 23     | -17    |
| 2021-2022             | Watford                | PL                    | 26         | -49        | FACup+CdL       | 0+1             | -0              | -                  | -                  | -                  | -           | -           | -           | 27     | -49    |
| Totale Watford        | Totale Watford         | Totale Watford        | 198+3      | -283       |                 | 6               | -5              |                    | -                  | -                  |             | -           | -           | 207    | -288   |
| 2022-2023             | Wrexham                | NL                    | 6          | -6         |                 | -               | -               | -                  | -                  | -                  |             | -           | -           | 6      | -6     |
| Totale Wrexham        | Totale Wrexham         | Totale Wrexham        | 23         | -6+        |                 | -               | -               |                    | -                  | -                  |             | 6           | -?          | 29     | -6+    |
| Totale carriera       | Totale carriera        | Totale carriera       | 520        | -643+      |                 | 32              | -40             |                    | 3                  | -2                 |             | 7           | -2+         | 562    | -687+  |

### Presenze e reti in nazionale
| Cronologia completa delle presenze e delle reti in nazionale ― Inghilterra | Cronologia completa delle presenze e delle reti in nazionale ― Inghilterra | Cronologia completa delle presenze e delle reti in nazionale ― Inghilterra | Cronologia completa delle presenze e delle reti in nazionale ― Inghilterra | Cronologia completa delle presenze e delle reti in nazionale ― Inghilterra | Cronologia completa delle presenze e delle reti in nazionale ― Inghilterra | Cronologia completa delle presenze e delle reti in nazionale ― Inghilterra | Cronologia completa delle presenze e delle reti in nazionale ― Inghilterra |
| Data                                                                       | Città                                                                      | In casa                                                                    | Risultato                                                                  | Ospiti                                                                     | Competizione                                                               | Reti                                                                       | Note                                                                       |
| -------------------------------------------------------------------------- | -------------------------------------------------------------------------- | -------------------------------------------------------------------------- | -------------------------------------------------------------------------- | -------------------------------------------------------------------------- | -------------------------------------------------------------------------- | -------------------------------------------------------------------------- | -------------------------------------------------------------------------- |
| 7-2-2007                                                                   | Manchester                                                                 | Inghilterra                                                                | 0 – 1                                                                      | Spagna                                                                     | Amichevole                                                                 | −1                                                                         |                                                                            |
| 28-3-2009                                                                  | Londra                                                                     | Inghilterra                                                                | 4 – 0                                                                      | Slovacchia                                                                 | Amichevole                                                                 | -                                                                          | 46’                                                                        |
| 14-10-2009                                                                 | Londra                                                                     | Inghilterra                                                                | 3 – 0                                                                      | Bielorussia                                                                | Qual. Mondiali 2010                                                        | -                                                                          |                                                                            |
| 14-11-2009                                                                 | Doha                                                                       | Brasile                                                                    | 1 – 0                                                                      | Inghilterra                                                                | Amichevole                                                                 | −1                                                                         | 55’                                                                        |
| 17-11-2010                                                                 | Londra                                                                     | Inghilterra                                                                | 1 – 2                                                                      | Francia                                                                    | Amichevole                                                                 | −2                                                                         |                                                                            |
| 29-5-2013                                                                  | Londra                                                                     | Inghilterra                                                                | 1 – 1                                                                      | Irlanda                                                                    | Amichevole                                                                 | −1                                                                         | 46’                                                                        |
| 4-6-2014                                                                   | Miami Gardens                                                              | Ecuador                                                                    | 2 – 2                                                                      | Inghilterra                                                                | Amichevole                                                                 | −2                                                                         |                                                                            |
| 24-6-2014                                                                  | Belo Horizonte                                                             | Costa Rica                                                                 | 0 – 0                                                                      | Inghilterra                                                                | Mondiali 2014 - 1º turno                                                   | -                                                                          |                                                                            |
| Totale                                                                     |                                                                            | Presenze                                                                   | 8                                                                          |                                                                            | Reti                                                                       | −7                                                                         |                                                                            |

## Palmarès

### Competizioni nazionali
- Campionato inglese: 2

Manchester United: 2007-2008, 2008-2009
- Community Shield: 2

Manchester United: 2007, 2008
- Coppa di Lega inglese: 3

Manchester United: 2008-2009, 2009-2010
Birmingham City: 2010-2011

### Competizioni internazionali
- UEFA Champions League: 1

Manchester United: 2007-2008
- Coppa del mondo per club: 1

Manchester United: 2008